# Liste von Brücken in Hamburg/K

## K
| Foto | Name, Kurzbeschreibung | Nutzung           | (Erst)Bau | Stadtteil, Lage                                                     |
| ---- | --- | ----------------- | --------- | ------------------------------------------------------------------- |
|      | Kalkuttabrücke Diese Fußgängerbrücke über den Überseering ist – wie viele der Fußgängerbrücken in der City Nord – in Anlehnung an Hamburgs überseeische Handelsbeziehungen nach der indischen Hafenstadt benannt. | Fußweg            |           | Winterhude (53° 36′ 15″ N, 10° 1′ 3″ O)                             |
|      | Kannengießerbrücke Mit dieser Brücke quert die Straße Am Wandrahm ein kleines Fleet zwischen dem Zollkanal und dem Wandrahmsfleet. | Straße            | 1885      | HafenCity (53° 32′ 41″ N, 9° 59′ 41″ O)                             |
|      | Kannengießerortbrücke Diese Brücke quert den Wandrahmsfleet zwischen dem Neuen Wandrahm und dem St. Annenufer. Die Brücke steht unter Denkmalschutz. | Straße            | 1891      | HafenCity (53° 32′ 41″ N, 9° 59′ 44″ O)                             |
|      | Karlstraßenbrücke Eine der Brücken, die den Hofwegkanal vom Hofweg aus überqueren. | Straße            |           | Uhlenhorst (53° 34′ 29″ N, 10° 0′ 53″ O)                            |
|      | Karl-von-Thielen-Brücke (K627) Eine Gleisquerung in Nähe des S-Bahnhof Wilhelmsburg, die nach dem Eisenbahnminister Karl von Thielen (1832–1906) benannt ist. | Straße            | 1999      | Wilhelmsburg (53° 30′ 8″ N, 10° 0′ 25″ O)                           |
|      | Katharinenbrücke (K099) Eine Brücke über dem Katharinenfleet in Nähe des Nikolaifleet. | Straße            |           | Hamburg-Altstadt (53° 32′ 46″ N, 9° 59′ 36″ O)                      |
|      | Käthnerortbrücke Fußgängerbrücke, die über den Osterbekkanal führt. | Fußweg            |           | Barmbek-Süd, Barmbek-Nord (53° 35′ 7″ N, 10° 2′ 19″ O)              |
|      | Kattrepelsbrücke (K108) ehemalige Brücke, überspannte das Reichenstraßenfleet, das 1877 zugeschüttet wurde; heute nur noch Straßenname | Straße            |           | Hamburg-Altstadt (53° 32′ 55″ N, 9° 59′ 58″ O)                      |
|      | Kattwykbrücke (K546) Diese stählerne Fachwerkbrücke ist die größte Hubbrücke Deutschlands, sowohl für Schienen- als auch für Straßenverkehr konzipiert und verbindet die Stadtteile Wilhelmsburg und Moorburg. Im Jahr 2017 wurde eine weitere Hubbrücke an dieser Stelle neugebaut, über die ab 2020 der Bahnverkehr geleitet wird.                                        | Straße, Eisenbahn | 1973      | Wilhelmsburg, Moorburg (53° 29′ 40″ N, 9° 57′ 6″ O)                 |
|      | Kedenburgstraßenbrücke Mit dieser Brücke quert die gleichnamige Straße die Wandse. Die Straße ist nach dem Wandsbeker Hauptpastor Dietrich Johann Kedenburg benannt. | Straße            |           | Wandsbek (53° 34′ 42″ N, 10° 5′ 12″ O)                              |
|      | Kehrwiedersteg Eine Brücke, die im Hamburger Binnenhafen das Kehrwiederfleet quert. |                   |           | HafenCity (53° 32′ 36″ N, 9° 59′ 13″ O)                             |
|      | Kennedybrücke (K133) Zunächst unter der Bezeichnung „Neue Lombardsbrücke“ erbaut wurde diese von Bernhard Hermkes entworfene Balkenbrücke im Jahr 1963 in „Kennedybrücke“ umbenannt. Die Brücke steht unter Denkmalschutz. | Straße            | 1953      | St. Georg, Rotherbaum (53° 33′ 28″ N, 9° 59′ 53″ O)                 |
|      | Kersten-Miles-Brücke Diese Brücke ist nach einem Hamburger Bürgermeister des 15. Jahrhunderts benannt. Sie führt die Seewartenstraße über die Helgoländer Allee. Die Brücke steht unter Denkmalschutz. | Straße            |           | Neustadt, St. Pauli (53° 32′ 51″ N, 9° 58′ 16″ O)                   |
|      | Kibbelstegbrücken Diese Brücken führen über den Kehrwiederbrooksfleet und sind nicht im Straßenverzeichnis aufgeführt. | Fußweg            |           | Hamburg-Altstadt, HafenCity (53° 32′ 38″ N, 9° 59′ 35″ O)           |
|      | Kirchenheerwegbrücke Diese Brücke führt die gleichnamige Straße über den Südlichen Kirchwerder Sammelgraben. | Straße            |           | Kirchwerder (53° 24′ 42″ N, 10° 11′ 29″ O)                          |
|      | Kirchwerder Landwegbrücke Der Kirchwerder Landweg quert mit dieser Brücke die Gose Elbe. | Straße            |           | Neuengamme, Kirchwerder (53° 26′ 43″ N, 10° 10′ 30″ O)              |
|      | Klärchenbrücke Die Klärchenbrücke führt die gleichnamige Straße im Stadtteil Winterhude über den Leinpfadkanal. | Straße            |           | Winterhude (53° 35′ 17″ N, 9° 59′ 56″ O)                            |
|      | Kleekampbrücke Mit dieser Brücke quert der Kleekamp die Gleise in Nähe des U-Bahnhofs Fuhlsbüttel. | Straße            |           | Fuhlsbüttel (53° 37′ 58″ N, 10° 1′ 33″ O)                           |
|      | Kleine Wandrahmsbrücke Eine Brücke über einen kleinen Kanal zwischen Wandrahmfleet und Zollkanal. | Straße            |           | HafenCity (53° 32′ 45″ N, 9° 59′ 55″ O)                             |
|      | Klosteralleebrücke Diese Brücke führt die gleichnamige Straße über den Isebekkanal zum Lehmweg. Die Brücke steht unter Denkmalschutz. | Straße            |           | Harvestehude (53° 34′ 51″ N, 9° 58′ 47″ O)                          |
|      | Köhlbrandbrücke (K545) Die von Egon Jux entworfene, auf 75 Pfeilern stehende Brücke hängt zusätzlich an zwei 135 m hohen Pylonen, ist 3,94 km lang, 54 m hoch und verbindet die Stadtteile Waltershof und Steinwerder. Die Brücke steht unter Denkmalschutz. | Straße            | 1974      | Steinwerder, Waltershof, Wilhelmsburg (53° 31′ 18″ N, 9° 56′ 20″ O) |
|      | Körnerstraßenbrücke Diese Brücke führt die gleichnamige Straße beim Mühlenkamp über den Mühlenkampkanal. | Straße            |           | Winterhude (53° 34′ 46″ N, 10° 0′ 44″ O)                            |
|      | Kornhausbrücke (K595) Diese Brücke quert am Ende der Brandstwiete den Zollkanal. Das Kornhaus war ein Großlager für Getreide, um für Engpässe, z. B. bei Belagerungen vorbereitet zu sein. Die Brücke steht unter Denkmalschutz. | Straße            |           | Hamburg-Altstadt, HafenCity (53° 32′ 46″ N, 9° 59′ 50″ O)           |
|      | Kornweidenbrücke Mit dieser Straße quert die Kornweide die Wilhelmsburger Reichsstraße. 2009 abgerissen, wurde sie im Zuge der Verlaufsänderung der Wilhelmsburger Reichsstraße leicht nordöstlich versetzt neu errichtet. | Straße            |           | Wilhelmsburg (53° 28′ 54″ N, 9° 59′ 54″ O)                          |
|      | Krapphofschleusenbrücke Diese Brücke führt den Schleusendamm über die Krapphofschleuse. | Straße            |           | Allermöhe (53° 28′ 6″ N, 10° 11′ 20″ O)                             |
|      | Krausestraßenbrücke Diese Brücke führt die gleichnamige Straße über den Osterbekkanal. Die Brücke steht unter Denkmalschutz. | Straße            |           | Dulsberg, Barmbek-Nord (53° 35′ 1″ N, 10° 3′ 16″ O)                 |
|      | Krugkoppelbrücke Durch den Architekten Gustav Leo entworfene, unter Oberbaudirektor Fritz Schumacher erbaute Eisenbetonkonstruktion mit drei eingespannten Bögen, verziert mit farbigen Reliefen und Klinkerkeramik. Die Brücke überspannt den Mündungslauf der Außenalster und verbindet die Stadtteile Winterhude und Harvestehude. Die Brücke steht unter Denkmalschutz. | Straße            | 1927/28   | Harvestehude (53° 34′ 48″ N, 9° 59′ 57″ O)                          |
|      | Kuhmühlenbrücke Mit dieser Brücke quert die gleichnamige Straße den Mundsburger Kanal. Die Kuhmühle war eine Wassermühle, die 1874 abgerissen wurde. Die Brücke wurde ebenfalls 1874 ursprünglich aus Stein erbaut und nach 1964 durch eine Betonbrücke ersetzt. Sie steht unter Denkmalschutz.                                                                             | Straße            |           | Uhlenhorst, Hohenfelde (53° 33′ 57″ N, 10° 1′ 29″ O)                |
|      | Kuhmühlenteichbrücke Eine Eisenbahnbrücke über dem Kuhmühlenteich. | U-Bahn            | 1911/12   | Uhlenhorst, Hohenfelde (53° 33′ 57″ N, 10° 1′ 34″ O)                |
|      | Kühnbrücke Die Kühnbrücke ist eine Fußgängerbrücke, die über die Alster führt und die Stadtteile Hummelsbüttel und Wellingsbüttel verbindet. | Straße            |           | Ohlsdorf (53° 38′ 0″ N, 10° 2′ 30″ O)                               |
|      | Kulenstückbrücke Zwischen den Straßen Twisselwisch und Grellkamp führt diese Brücke über den Bornbach. | Straße            |           | Langenhorn (53° 39′ 20″ N, 9° 59′ 52″ O)                            |
|      | Kupferdammbrücke Mit dieser Brücke quert die gleichnamige Straße die Wandse. | Straße            |           | Farmsen-Berne (53° 35′ 42″ N, 10° 7′ 9″ O)                          |
|      | Kurfürstenbrücke Die Brücke quert den Alten Schleusengraben, der hier in die Dove Elbe mündet. Der Name leitet sich wahrscheinlich von der ehemaligen Bebauung ab. Dort standen sieben Hütten, die als „Kurfürsten“ bezeichnet wurden. | Straße            |           | Curslack, Allermöhe (53° 28′ 2″ N, 10° 11′ 44″ O)                   |

- Karte mit allen Koordinaten:
- OSM |
- WikiMap